# Княженский 2-й
Княженский 2-й — хутор в составе городского округа «город Михайловка» Волгоградской области.
Население составляет 45 (2010).

## История
Хутор Княженский относился к юрту станицы Кепинской Усть-Медведицкого округа Земли Войска Донского (с 1870 — Область Войска Донского). В 1859 году на хуторе проживало 80 мужчин и 86 женщин. Согласно переписи населения 1897 года на хуторе проживало 231 мужчин и 220 женщин, из них грамотных: мужчин — 54, женщин — 4.
Согласно алфавитному списку населённых мест Области Войска Донского 1915 года на хуторе имелось хуторское правление, проживало 293 мужчины и 227 женщин, земельный надел общий со станицей.
В 1928 году хутор Княженский включён в состав Михайловского района Хопёрского округа (упразднён в 1930 году) Нижне-Волжского края (с 1934 года - Сталинградский край). На момент образования района хутор являлся центром 2-го Княженского сельсовета. В соответствии с постановлением президиума краевого исполнительного комитета от 31 октября 1928 г. протокол № 7, постановлением Нижневолжской краевой административной комиссии от 08 декабря 1928 г протокол № 5 к Княженскому II-му сельсовету был присоединен к Княжинский I сельсовету. Сельсовет стал Княженским. В 1960 году № 15/471 §30 Княжеский и Ильменский сельсоветы были упразднены с передачей их территории в состав Арчединского сельсовета.
В 2012 году хутор включён в состав городского округа город Михайловка

## География
Хутор находится в степи, в пределах Приволжской возвышенности, являющейся частью Восточно-Европейской равнины, на реке Княжня (правый приток реки Медведицы). Высота центра населённого пункта около 90 метров над уровнем моря. Склоны долины Княжны изрезана балками и оврагами. Высота близлежащих к хутору холмов достигает 140-150 метров над уровнем моря. Почвы - чернозёмы южные.
На хуторе автодорог с твёрдым покрытием нет. До автодороги Михайловка - Кумылженская - 7 км. По автомобильным дорогам расстояние до районного центра города Михайловка — 29 км, до областного центра города Волгоград — 210 км.
Климат умеренный континентальный (согласно классификации климатов Кёппена — Dfa). Многолетняя норма осадков — 421 мм. Наибольшее количество осадков выпадает в июне — 49 мм, наименьшее в феврале — 22 мм. Среднегодовая температура положительная и составляет + 7,2 °С, средняя температура самого холодного месяца января −8,8 °С, самого жаркого месяца июля +22,4 °С.
Часовой пояс
Княженский 2-й, как и вся Волгоградская область, находится в часовой зоне МСК (московское время). Смещение применяемого времени относительно UTC составляет +3:00.

## Население
Динамика численности населения по годам:
| 1859 | 1873 | 1897 | 1915 | 1987 | 2002 |
| ---- | ---- | ---- | ---- | ---- | ---- |
| 166  | 292  | 451  | 520  | ≈340 | 99   |

| 2010 |
| ---- |
| 45   |